# Kanton Pontaumur
Kanton Pontaumur (fr. Canton de Pontaumur) je francouzský kanton v departementu Puy-de-Dôme v regionu Auvergne. Tvoří ho 16 obcí.

## Obce kantonu
- La Celle
- Combrailles
- Condat-en-Combraille
- Fernoël
- Giat
- Landogne
- Miremont
- Montel-de-Gelat
- Pontaumur
- Puy-Saint-Gulmier
- Saint-Avit
- Saint-Étienne-des-Champs
- Saint-Hilaire-les-Monges
- Tralaigues
- Villosanges
- Voingt